# Гранд-Фолс

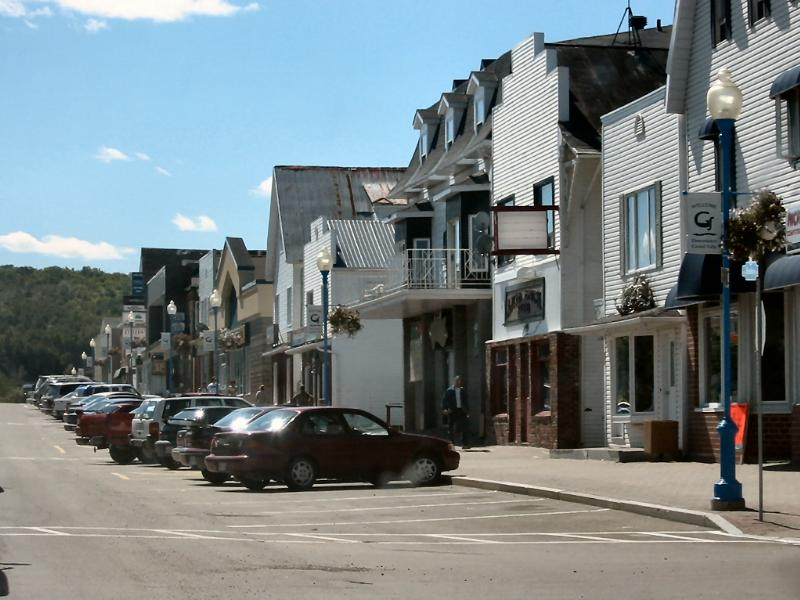
В центре Гранд-Фолса

Гранд-Фолс (англ. Grand Falls), он же Гран-Со (фр. Grand-Sault) — город в канадской провинции Нью-Брансуик, который формально относится к графству Виктория, но восточная часть которого, расположенная на левом берегу реки Сент-Джон, на самом деле лежит в графстве Мадаваска.
Гранд-Фолс является городом с самым большим процентом двуязычного населения в Канаде (81,5 % говорят одновременно и на английском, и на французском языках), и одним из двух (наряду с Большим Садбери) канадских городов, имеющих официальные названия на двух языках.
Город получил своё название из-за находящихся в этих местах водопадов на реке Сент-Джон. Томас Карлетон, первый губернатор Нью-Брансуика, в 1791 году основал в этих местах военный пост Форт-Карлетон. Вокруг поста сформировалось поселение Коулбрук, которое в 1890 году получило своё современное название.